# Saga (plaats)
Saga is de hoofdplaats van het arrondissement Saga en ligt in de prefectuur Shigatse in het zuiden van de Tibetaanse Autonome Regio in de Volksrepubliek China.

## Geschiedenis
Saga was ook in historisch Tibet de hoofdplaats van het district Saga en zetel van twee districtsgouverneurs (rdzong dpon).
De eerste buitenlanders die deze plaats bezochten, waren de Indiër Nain Singh in 1865 en de Britten C. G. Ryder en Cecil Rawling in 1904. Ook de Zweedse ontdekkingsreiziger Sven Hedin bezocht deze plaats.
Volgens Rawling bestond Saga tijdens zijn bezoek uit ongeveer vijfentwintig lemen huizen. Zowel in historisch Tibet als in de 21e eeuw ligt de stad aan een verbindingsweg naar Ngari en deed de stad functie als een hoofdstation op deze weg voor het wisselen van transportpaarden.
Begin 21e eeuw is Saga een belangrijke garnizoensstad van het Chinese Volksbevrijdingsleger en staan er talrijke militaire barakken, bestuursgebouwen, een Chinese winkelstraat en meerdere Chinese hotels die vooral door reizigers naar Ngari wordt bezocht.

## Galerij

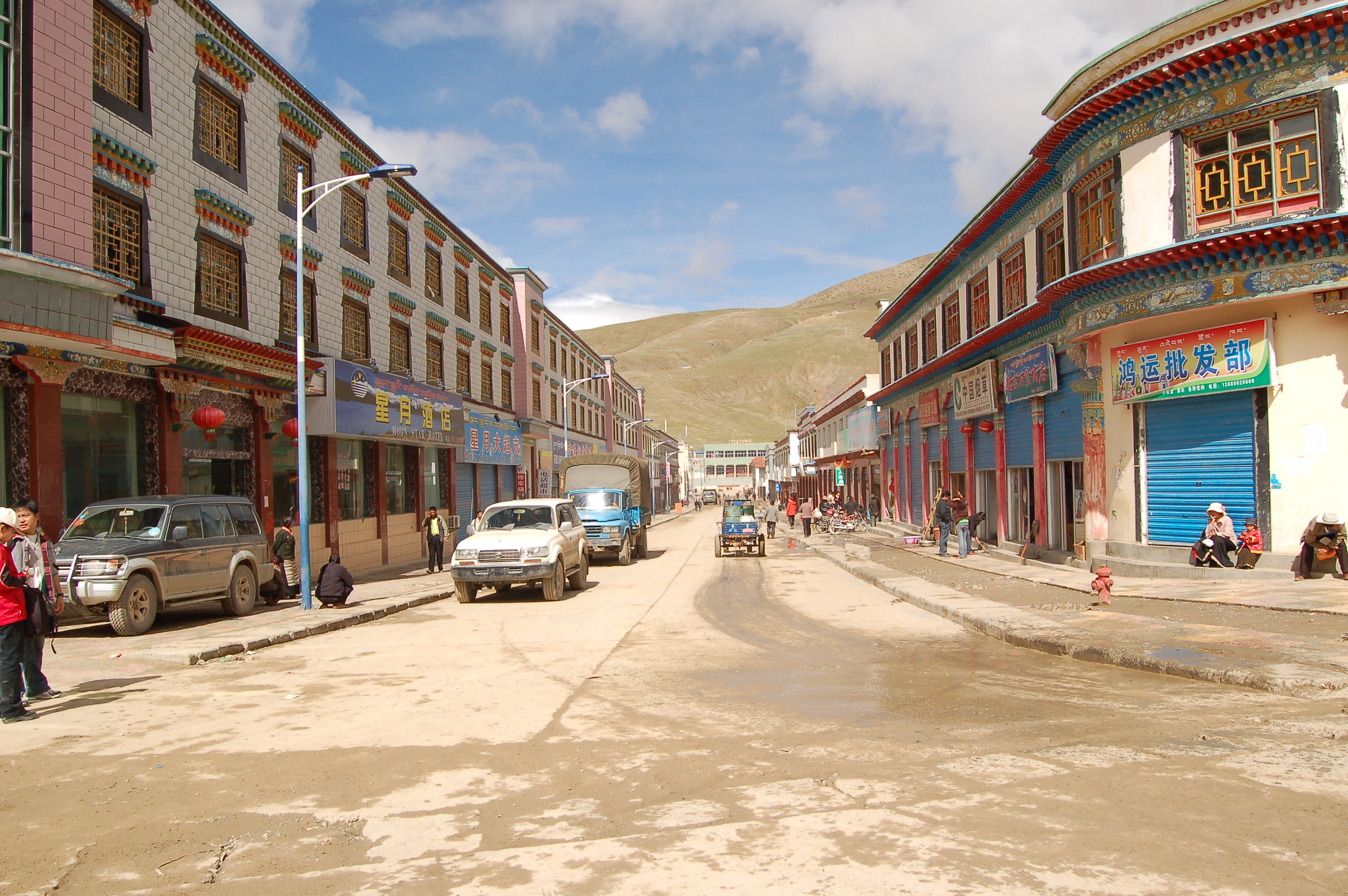
Handelsstraat in de stad Saga
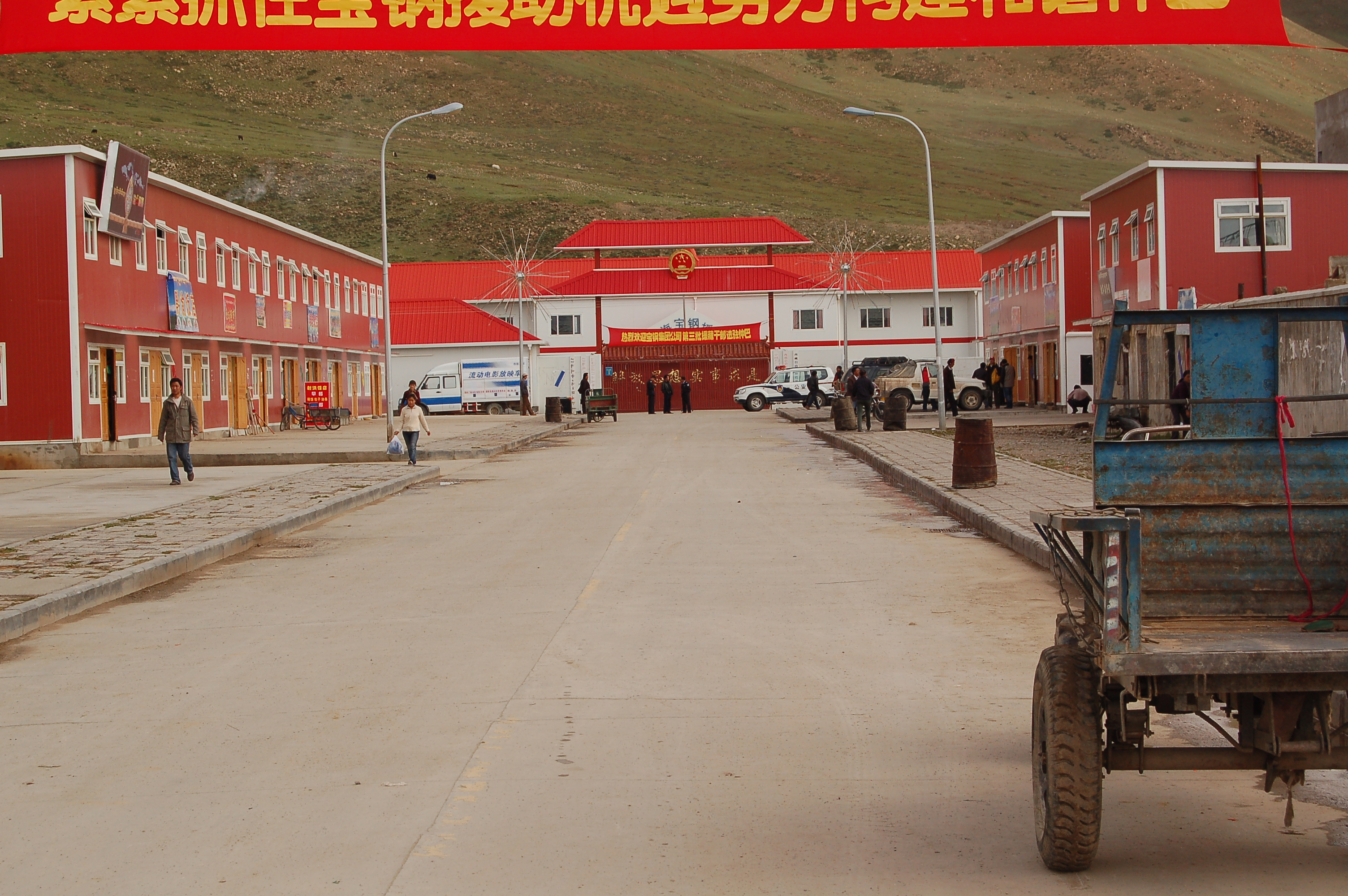
Overheidsgebouwen, Chinese winkels en restaurants
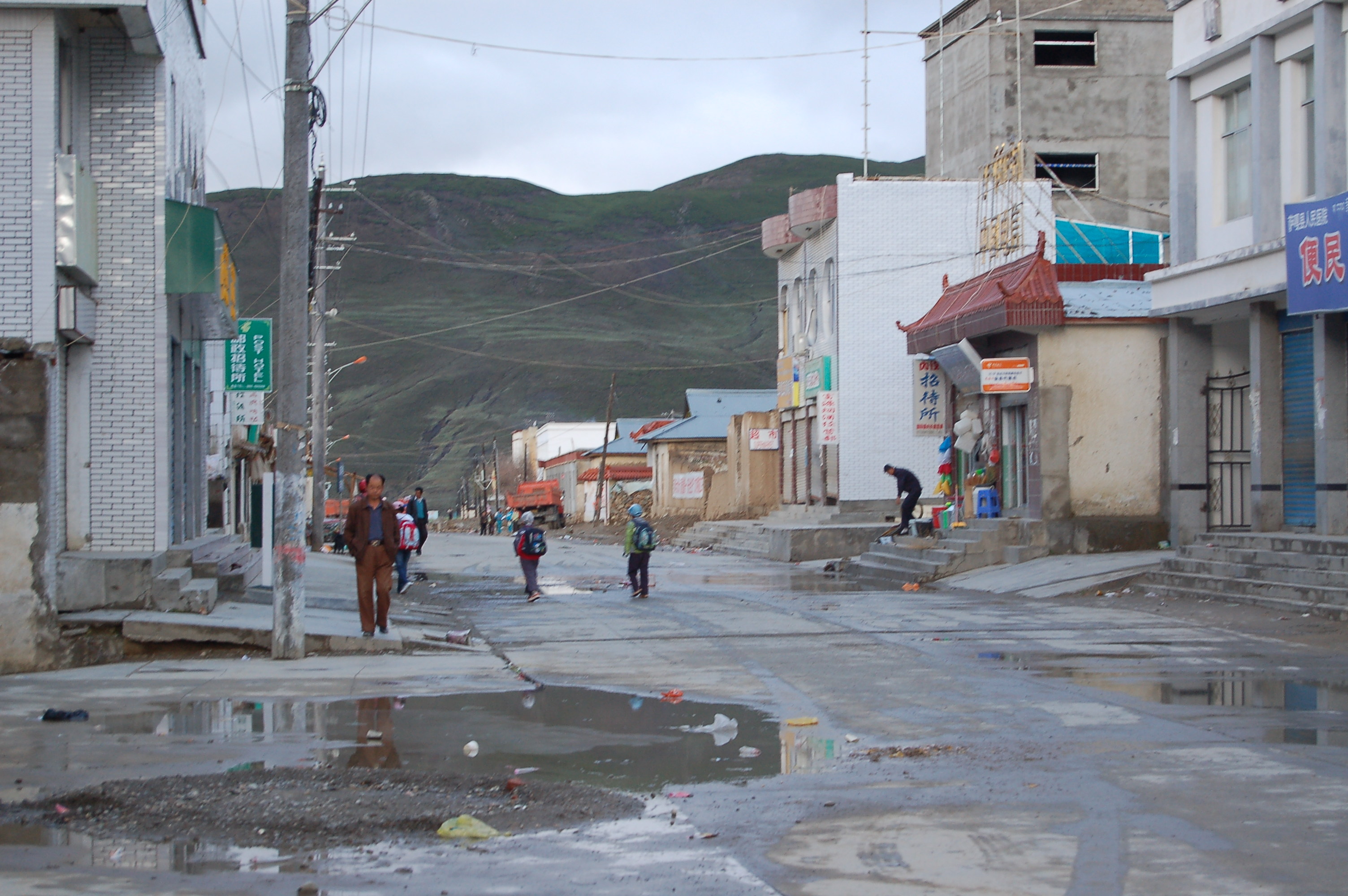
Chinese winkels in de stad Saga
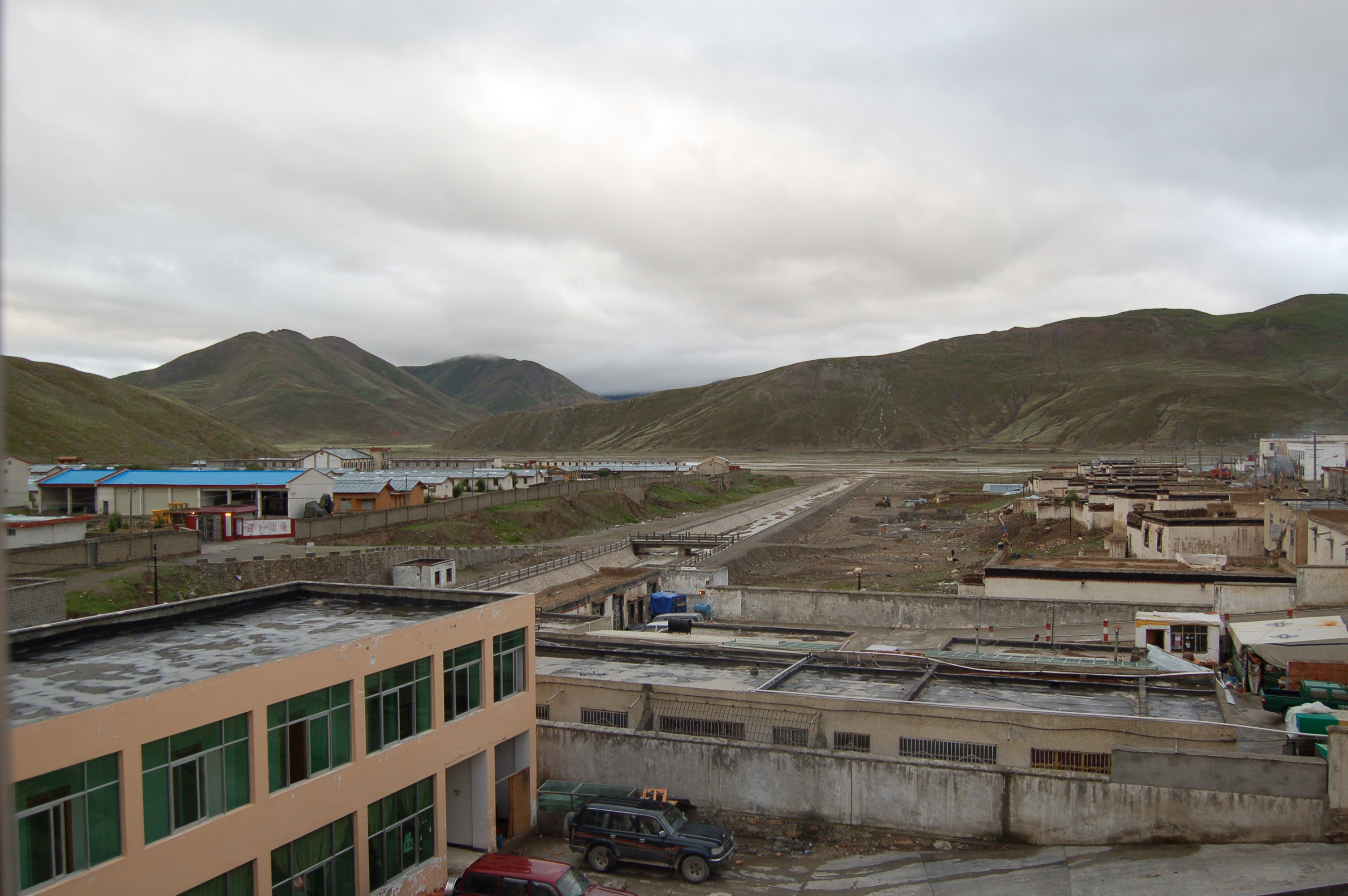
Kwartieren van Chinese militairen